# Benjamin Franklin Parkway

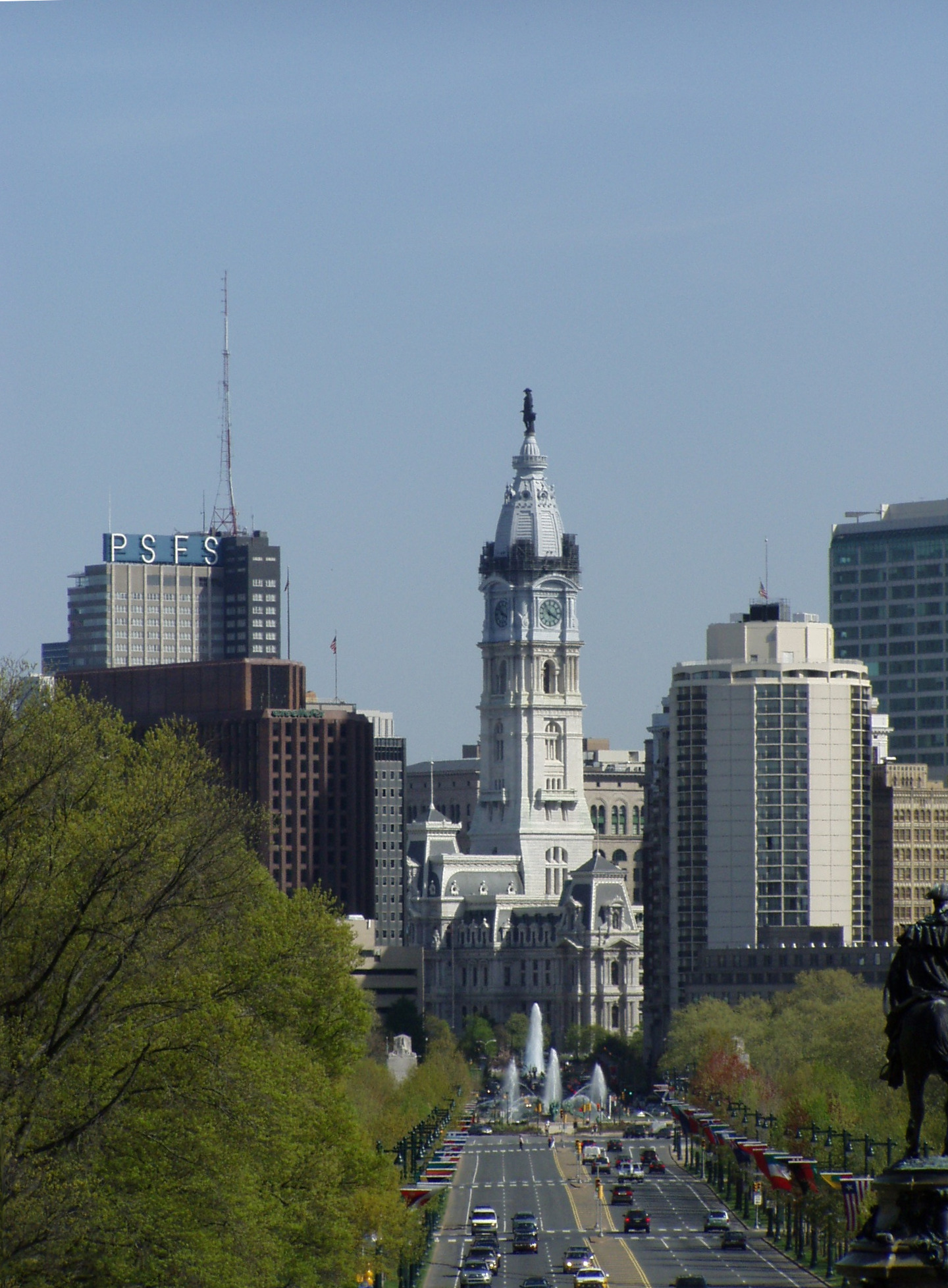
Vista de la Benjamin Franklin Parkway

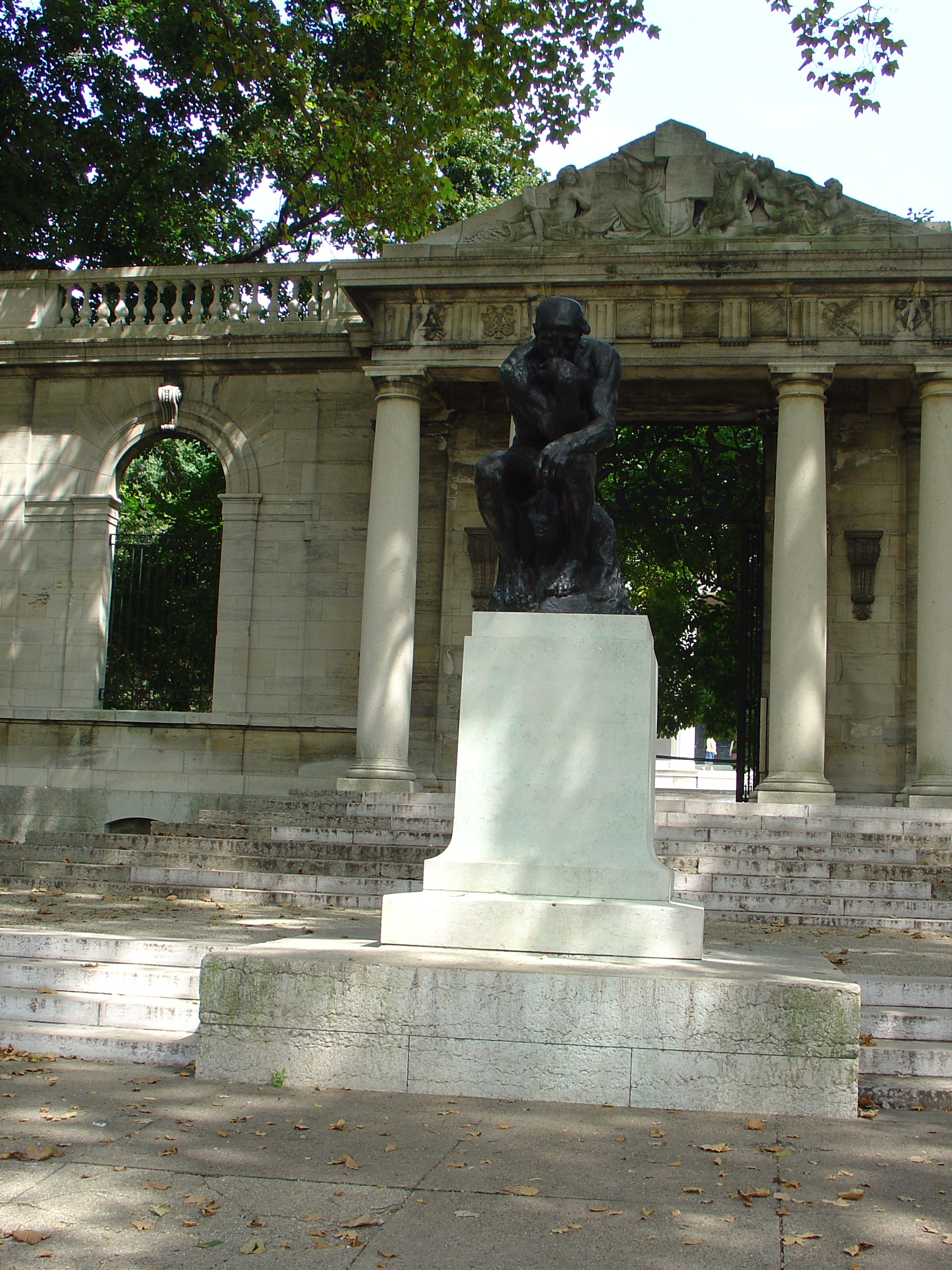
El museu Rodin de Filadèlfia

La Benjamin Franklin Parkway és una avinguda de Filadèlfia a Pennsilvània. Aquesta avinguda travessa el barri dels museus de Filadèlfia. El seu nom és en honor de Benjamin Franklin, un dels pares fundadors dels Estats Units que va residir i va participar en el desenvolupament de la ciutat. L'avinguda connecta l'ajuntament amb el Museu d'Art de Filadèlfia. És sovint comparada a l'avinguda dels Champs-Élysées de París o a la Pennsylvania Avenue a Washington DC.

## Descripció

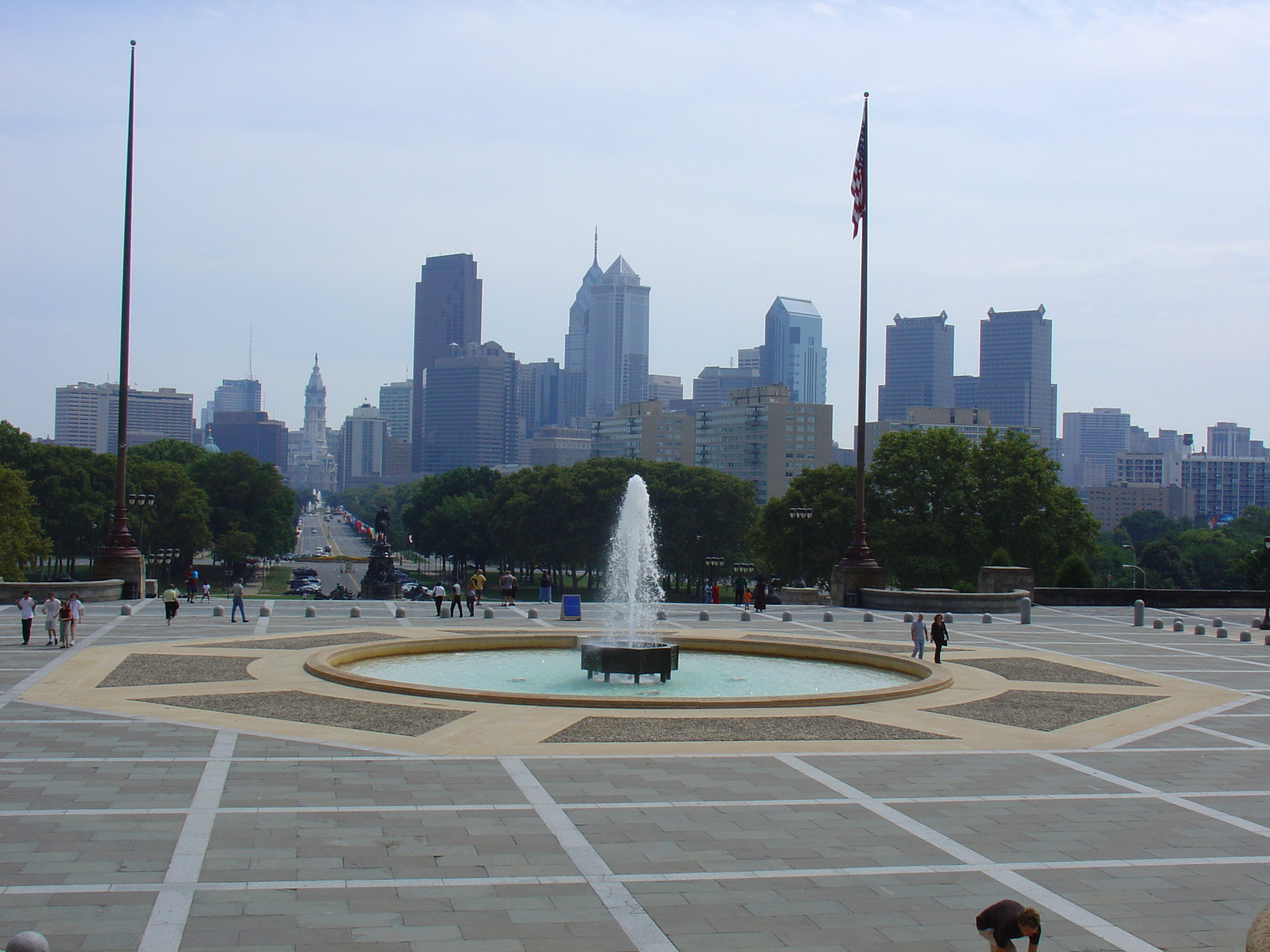
Vista de Filadèlfia i la Benjamin Franklin Parkway des del Museu d'Art

L'avinguda fa 1,6 quilòmetres de llarg i fa drecera en diagonal al barri Nord-oest de la ciutat.
Alguns dels més famosos monuments de Filadèlfia són visibles des d'aquesta avinguda: la catedral Sts. Peter and Paul, la Swann Memorial Fountain, que és envoltada pel Logan Circle, la Free Library of Philadelphia fundada aquesta també per Benjamin Franklin, el Municipal Court Building (aquests dos darrers edificis són còpies dels palaus bessons presents plaça de la Concorde a París), el Franklin Institute, (una mena de Palais de la découverte en honor de Benjamin Franklin i de les seves invents i experiments), el Moore College of Art and design, l'Academy of Natural Sciences i el Rodin Museum. Davant el museu Rodin es pot veure el cèlebre Pensador.
Al seu extrem, l'avinguda té un accés a la Kelly i la Martin Luther King Drives al Fairmount Park però també a l'autopista Schuylkill (I-76).
A la pel·lícula Rocky, és sobre els graons del Philadelphia Museum of Art on acaba l'avinguda, que Rocky Balboa s'entrena. D'altra banda una estàtua de Rocky ha estat erigida a una vorera de l'avinguda en homenatge a la pel·lícula.
Al final de l'avinguda, just abans de l'ajuntament, se situa el Love Park i la seva cèlebre escultura LOVE de Robert Indiana.

## Símbol de la renovació urbana

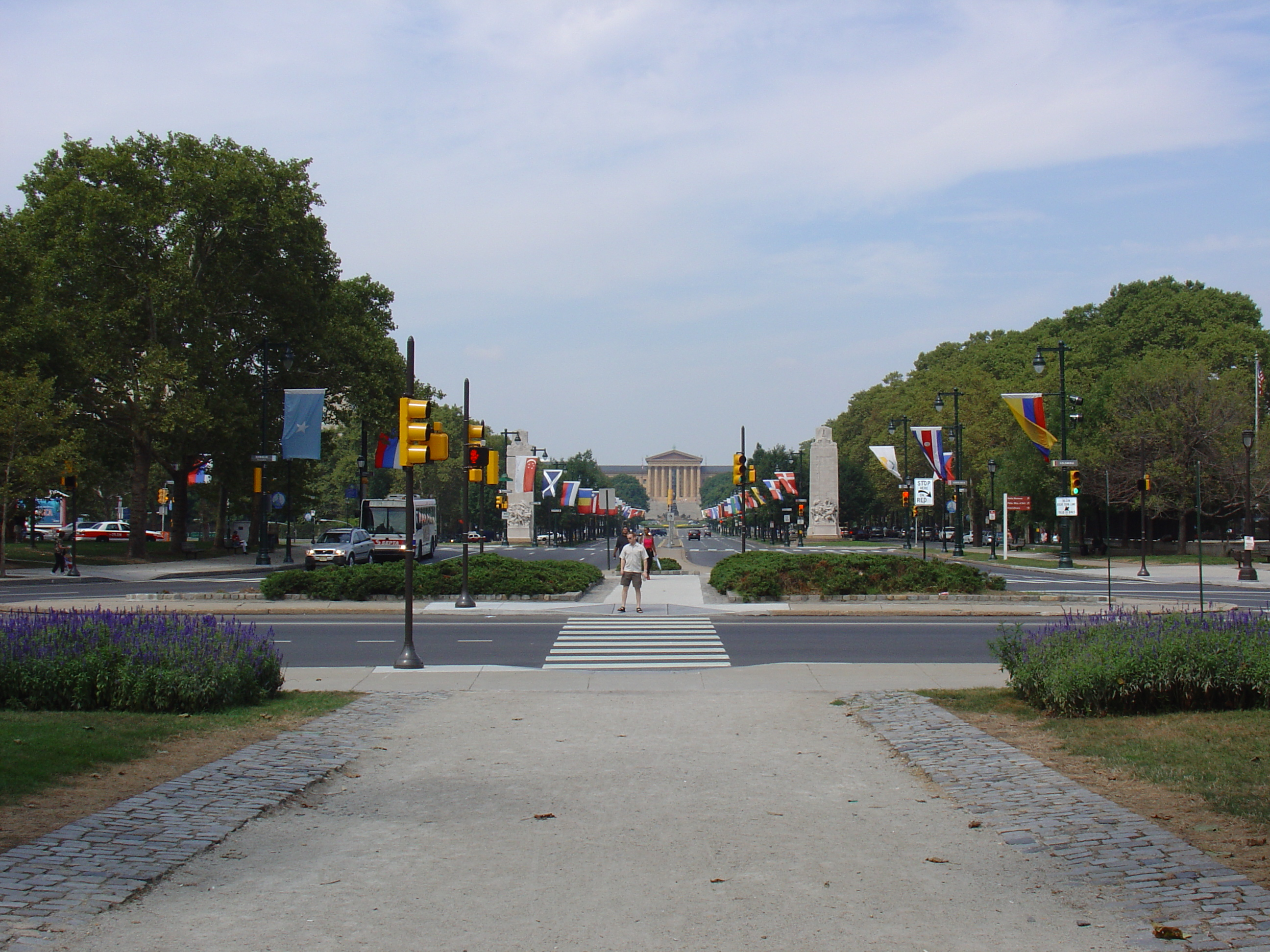
Benjamin Franklin Parkway

En una ciutat famosa pel seu pla urbà, l'avinguda és un dels primers exemples del renaixement urbà dels Estats Units. L'avinguda ha estat construïda per facilitar la circulació al centre de la ciutat i per «restaurar la bellesa natural i artística de Filadèlfia».
La idea d'una avinguda diagonal havia estat proposada el 1907 per Trumbauer per a la Fairmount Park Art Association, l'associació volia una avinguda que pogués "subministrar un accés directe, i un enfocament digne i interessant cap al centre administratiu i econòmic de la ciutat, comprenent llocs d'activitats educatives agrupades al voltant del Logan Square i un centre artístic al voltant de la Fairmount Plaza, a l'entrada del més gran i més bonic dels parcs de la ciutat,"
Els urbanistes veien l'avinguda com el futur lloc dels campus de la universitat de Pennsilvània i de la Temple University.
El 1917, el projecte de l'urbanista francès Jacques Gréber i de l'arquitecte francès Paul Cret s'accepta finalment per la Fairmount Park Art Association. L'avinguda s'inspira en els Champs-Élysées de París.
El traçat de l'avinguda era visible el 1919, tanmateix cap dels edificis actuals encara no havia estat creat. L'avinguda va ser realment acabada el 1926.
Va caldre esperar fins al 1935 per veure sobre les voreres de l'avinguda el Franklin Institute, the Free Library of Philadelphia, el Philadelphia Museum of Art i el Rodin Museum.
L'avinguda s'acaba al Philadelphia Museum of Art com si es tractés de l'Arc de triomf donant-li a Filadèlfia i a l'avinguda un toc parisenc. Per la presència de nombrosos museus, l'avinguda també és comparada a la Pennsylvania Avenue de Washington DC que comença al Congrés dels Estats Units i acaba al peu de la Casa Blanca.
L'avinguda també és una avinguda internacional. És vorejada per les banderes dels països del món sencer.
Recentment, es va reconèixer que l'avinguda amb la seva gran amplada i les seves sis vies de circulació, no és massa atraient per als vianants. El trànsit (i els embussos) ha estat tanmateix considerablement reduït per l'acabament de l'Interstate 676 que enllaça la Schuylkill Expressway amb el Benjamin Franklin Bridge. Això ha permès augmentar l'amplada de les voreres al voltant del Logan Circle

## Un lloc de festivitat
Gràcies a la seva localització, l'avinguda és el lloc de nombrosos concerts i exhibicions. El juliol de 2005, els graons del Philadelphia Museum of Art, van acollir el Live 8 amb artistes com Dave Matthews Band, Linkin Park i Maroon 5.
D'ençà fa alguns anys, l'avinguda és el lloc de sortida d'una cursa ciclista que forma part del circuit internacional.
Al setembre, hi ha una manifestació anomenada Super Sunday a la que totes les institucions públiques de la ciutat de Filadèlfia hi participen. Atreu més de 250000 persones.

## Galeria d'imatges

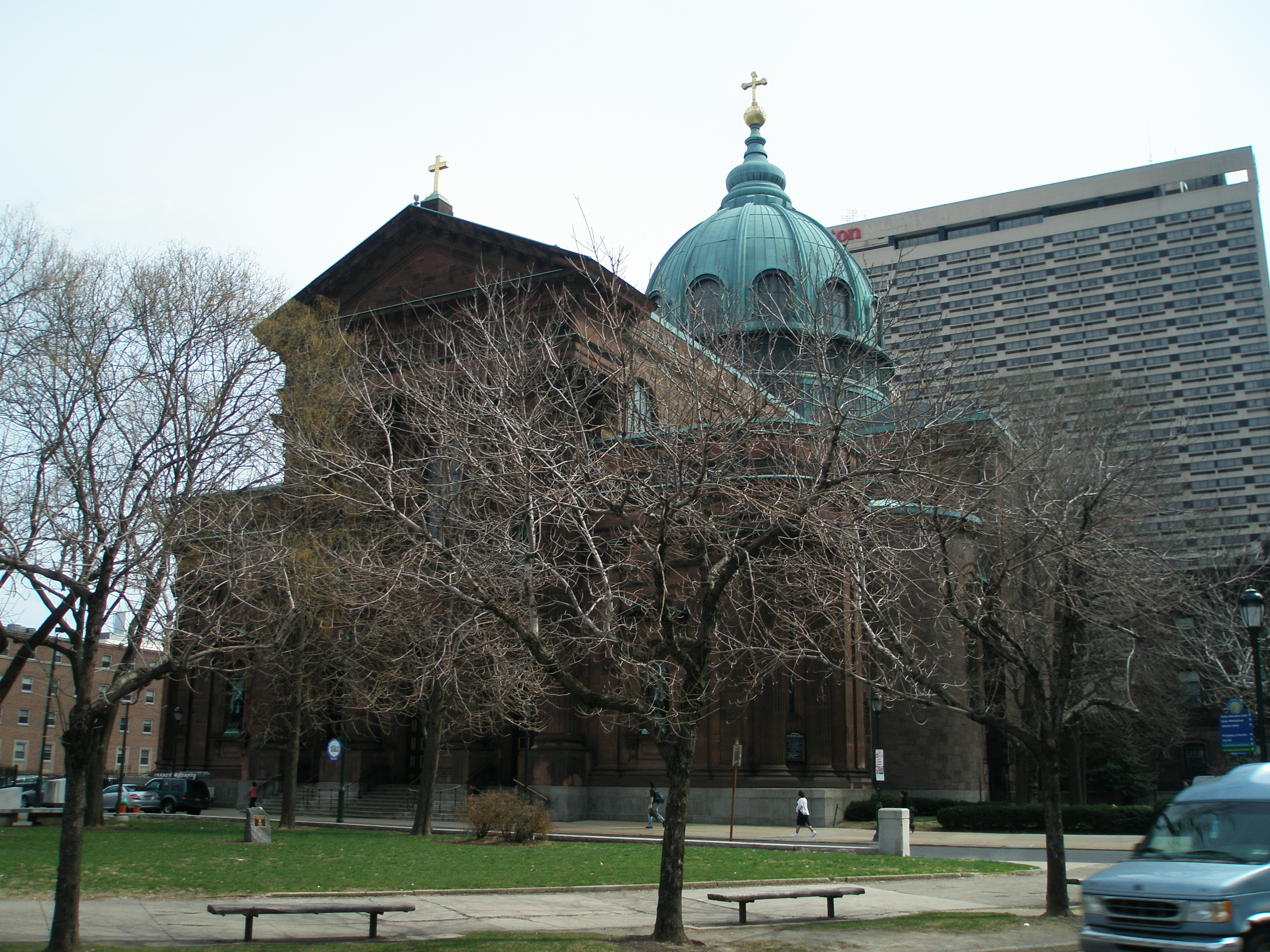
Catedral Sts. Peter and Paul
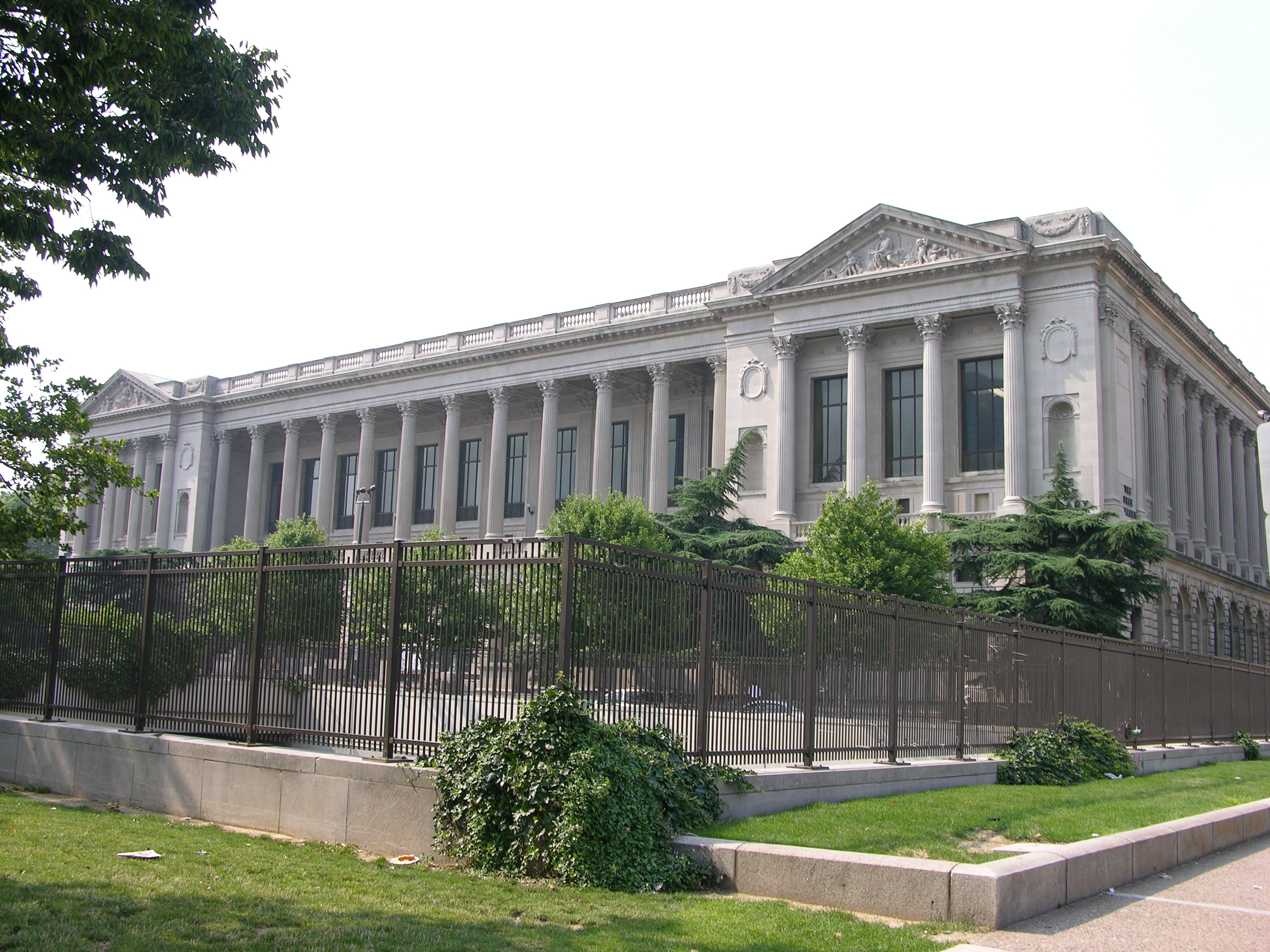
Free Library of Philadelphia
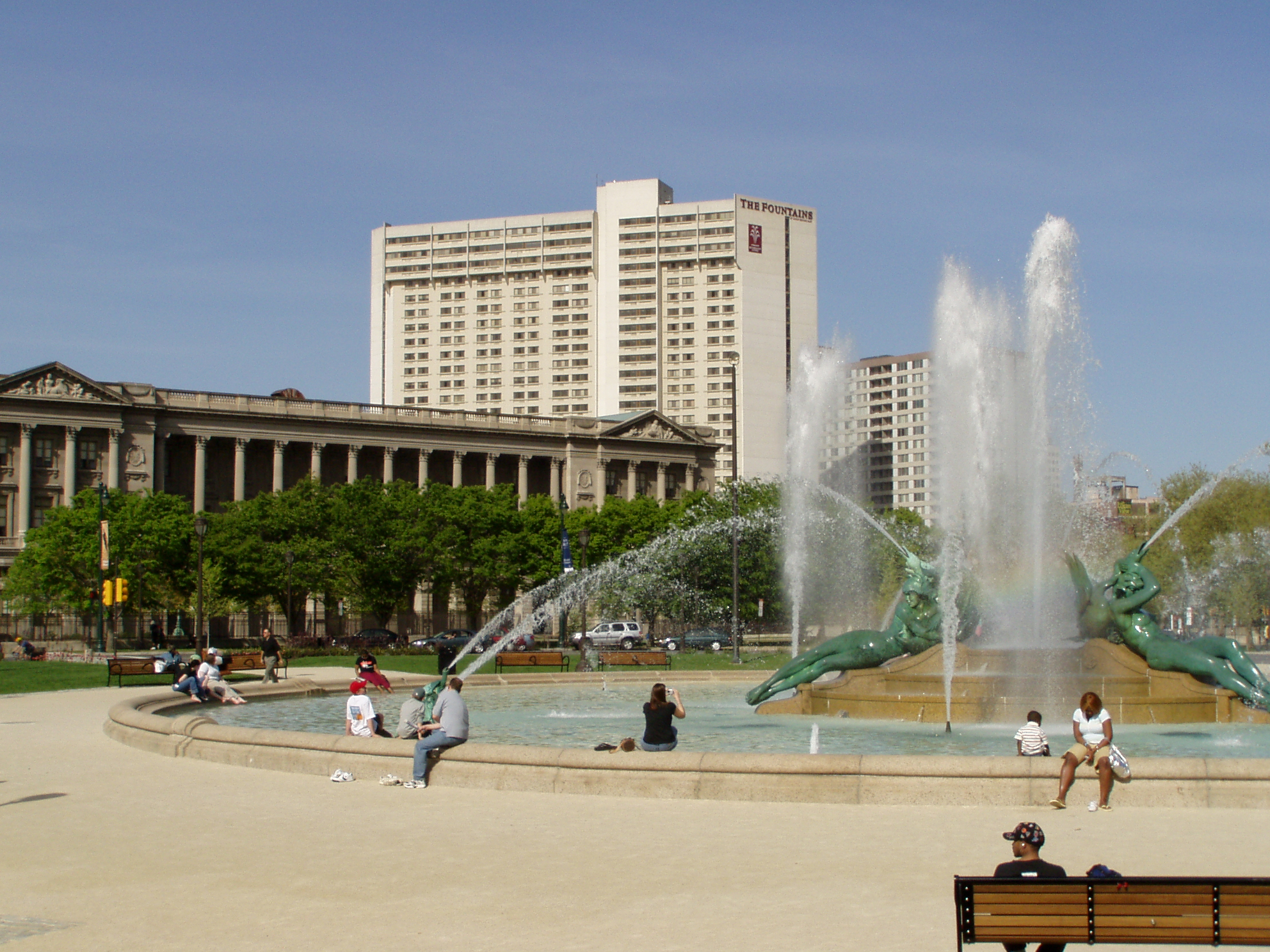
Swann Memorial Fountain
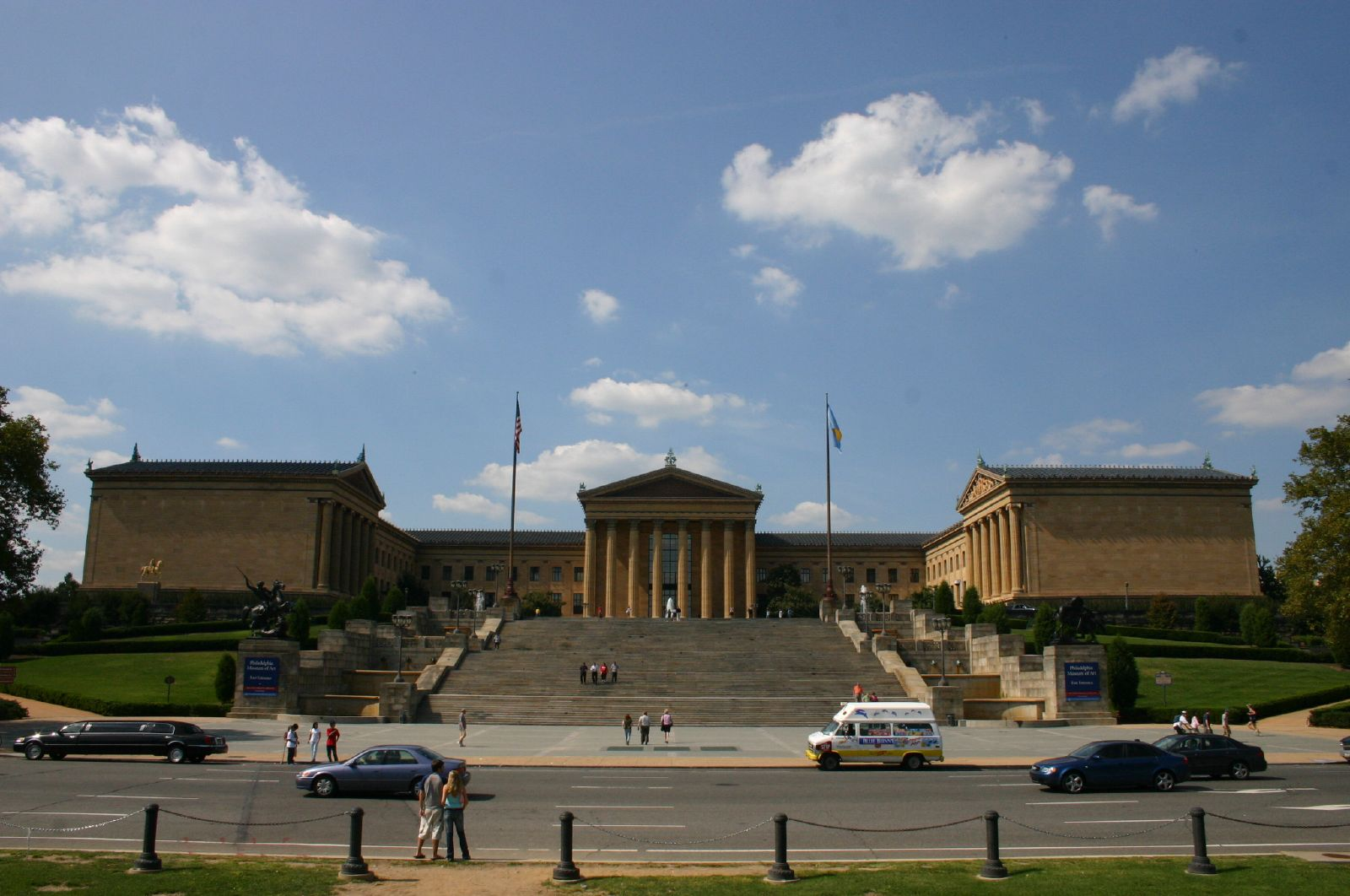
Philadelphia Museum of Art
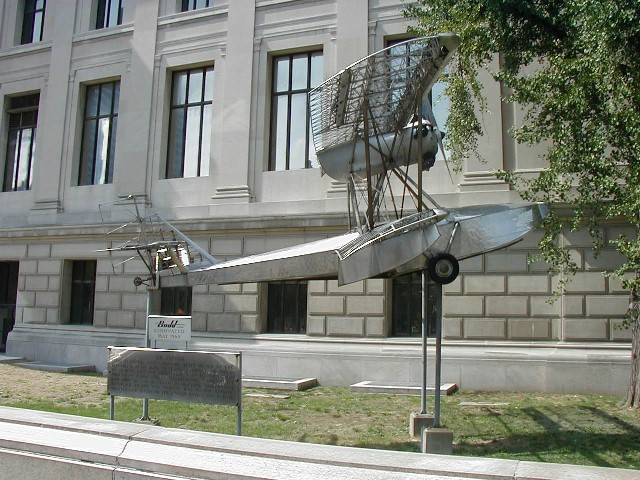
Avió Budd BB-1 al Franklin Institute
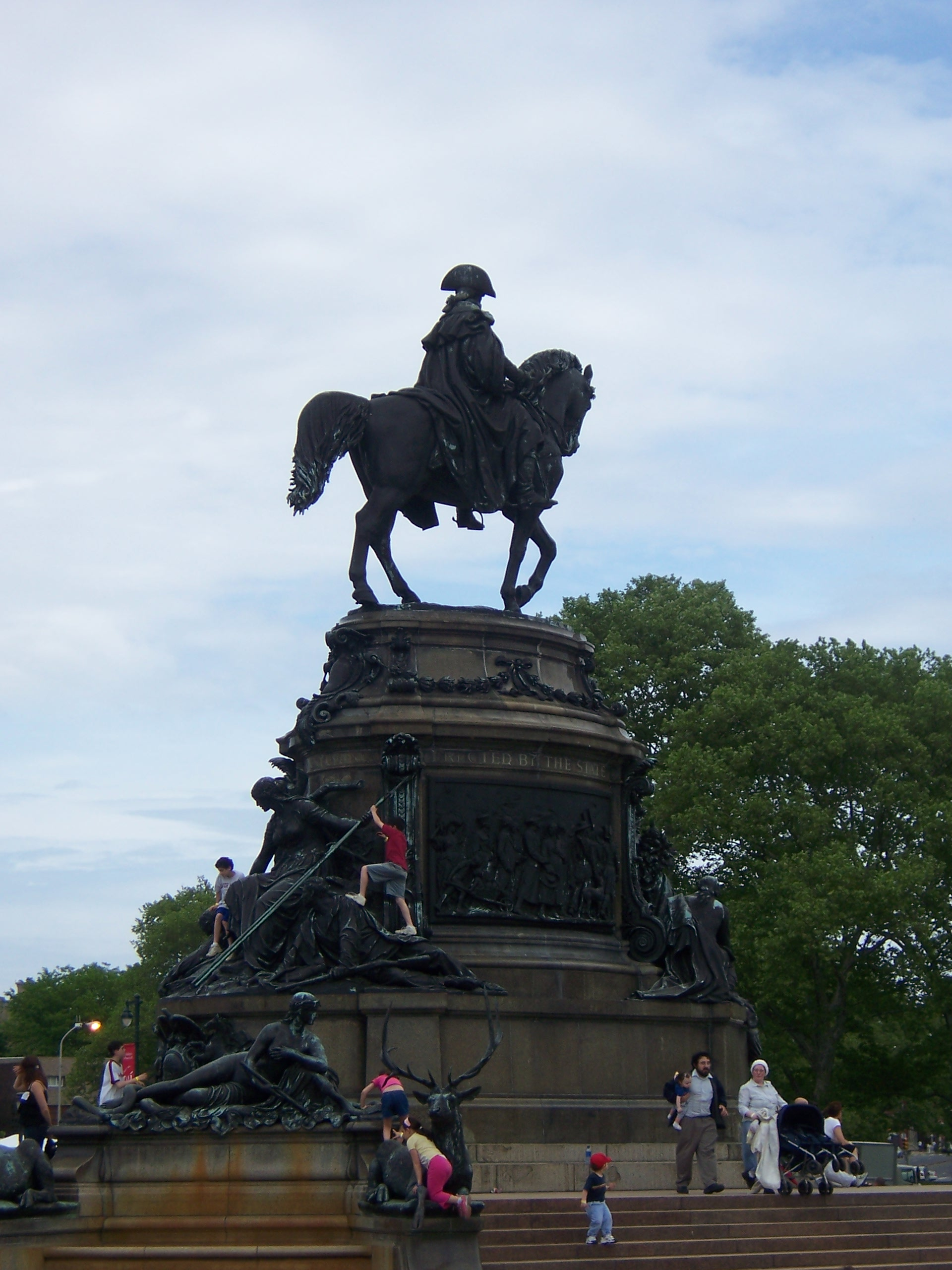
L'estàtua de Rocky
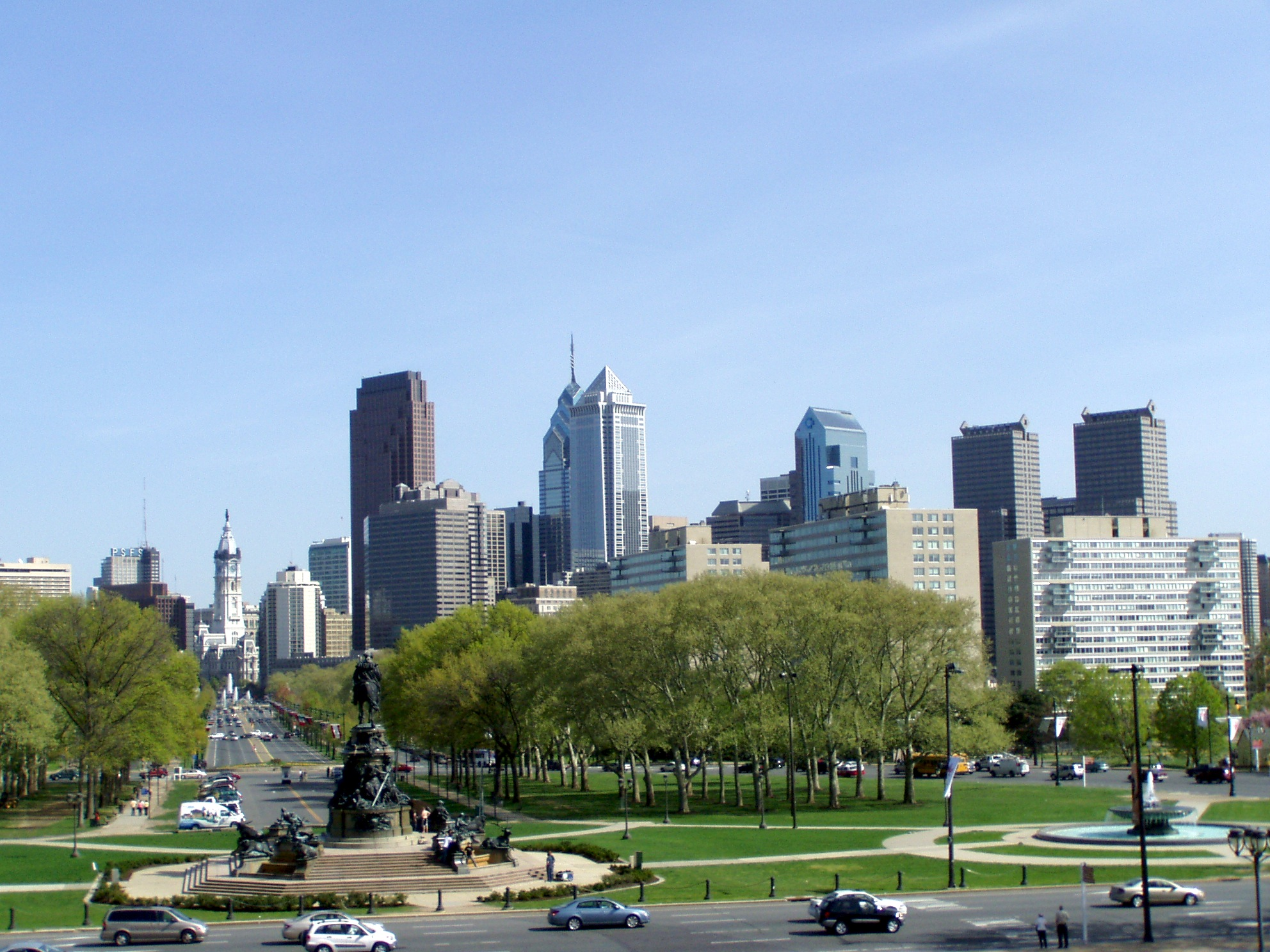
La Benjamin Franklin Parkway des dels graons del Philadelphia Museum of Art
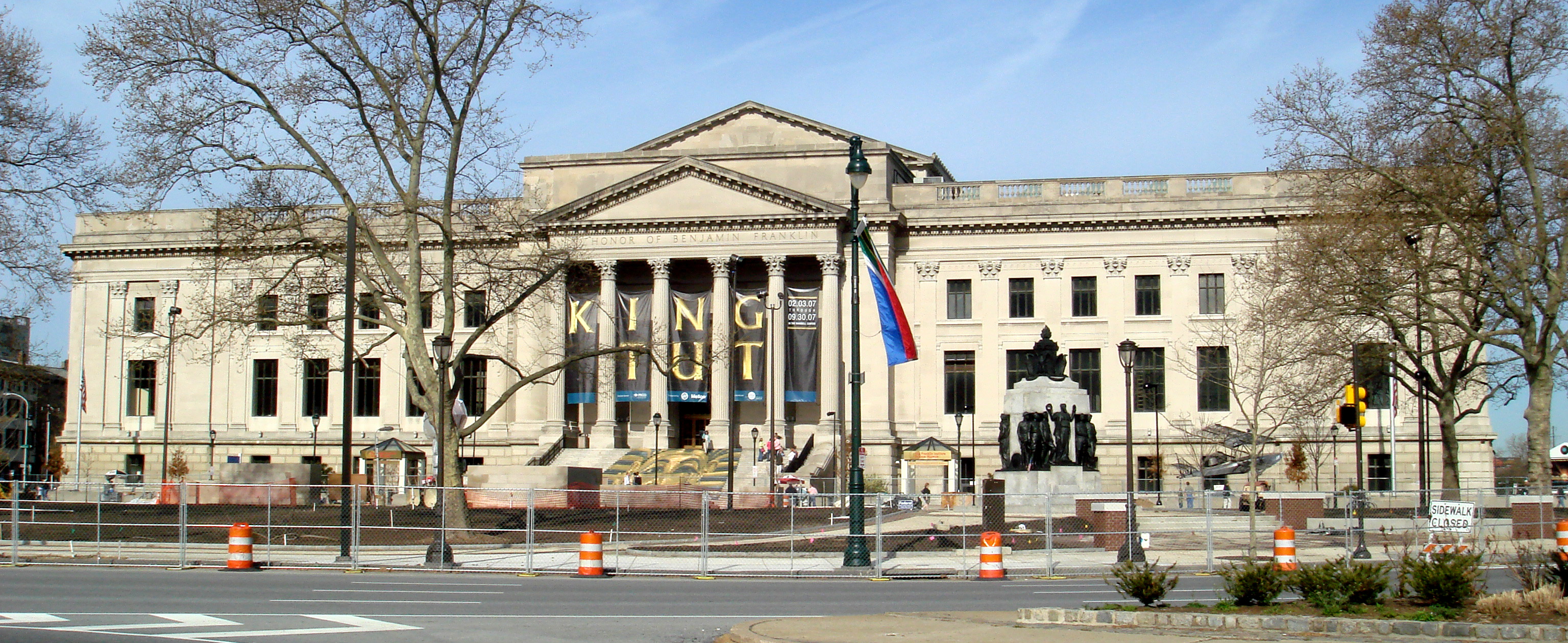
El Franklin Institute